# ドイツ連邦道路428号線
ドイツ連邦道路428号線 (独: Bundesstraße 428、短縮形 B 428) はドイツ ラインラント＝プファルツ州の、B 41のバート・クロイツナハからB 420のフライ＝ラウバースハイム間を接続するバイパス道路である。

## ルート
B 41とB 420を接続する、バート・クロイツナハからバート・ミュンスター・アム・シュタインを通るB 48を回避するための道である。